# 套刻精度控制
套刻精度控制 是一个用在半导体制造业中的术语。 
硅晶圆到芯片的制作要经历一系列的阶段，每一个阶段将一个图样以及其所需的材料映射在晶圆上；图样就是线路或晶体管在晶圆上的排布。用这种方法将晶体管,导线等元件装配到晶圆上。 为了最终的设备能够正常工作，这些单独的图样必须正确对准--例如线路和晶体管等必须对齐。
套刻精度控制，定义了这种图样间的对准。 它一直在半导体制造业发挥着重要作用，对于多层级结构,帮助监测层与层之间的对准度。 任何形式的不对齐都可能会导致短路以及断路，从而影响工厂产量和良品率。
如今,随着图样密度越来越大，以及193nm浸没式光刻的发展导致的产率上的挑战，套刻精度控制已越来越重要。这些新技术的发展导致容错率越来越小。而现有的套刻精度控制方法已经不能满足精度要求。
套刻精度的控制方法必须同时满足较高的测量精度和处理稳健度。在45nm工艺中，为了得到更高的产率和质量，使用更小的新型靶材来实现。
广泛采用的套刻精度控制工具有：KLA-Tencor's ARCHER, 纳米CALIPER系列等。